# Silvia Abravanel
Silvia Abravanel Pedroso de Abreu (São Paulo, 18 de abril de 1971) es una productora de televisión, presentadora y directora televisiva brasileña.

## Biografía
Sus padres son el anfitrión de televisión Silvio Santos y su esposa difunta Aparecida Abravanel. Tras su deceso, Silvio se casó con la escritora Íris Abravanel y Silvia empezó a llamarla su madre cuándo tenía 4 años. Silvia es hermana de la SBT directora artística, Daniela, de la anfitriona de tv Patrícia, de Rebeca Abravanel, Cintia y Renata. Todos ellos trabajan en el Grupo Silvio Santos y en SBT.
Silvia se casó con el cantante folclórico sertanejo Edu Pedroso. Es madre de dos hijas: Amanda y la primogénita Luana, quien adolece de galactosemia (enfermedad genética caracterizada por la incapacidad de metabolizar galactosa, el azúcar típico de la leche) y de un déficit neurológico causado por un retraso en el parto. Ambas hijas son de matrimonios anteriores.

## Carrera
Como presentadora de televisión
- Enero 2004-febrero de 2004 - Casos da Vida Real
- August 2004-noviembre de 2004 - Programa Cor-de-rosa
- Julio 2015 @-presente - Bom Dia & Companhia[5]
- Julio 2015 @-presente - Sábado Animado
- Octubre 2015 - Teletón

Como directora
- 2012-2013 - Vamos Brincar de Forca
- 2010-2013 - Carrossel Animado
- 2009-Actual - Bom Dia & Cia.[6]
- 2007-Actual - Sábado Animado
- 2007-2010 - Domingo Animado
- 2005-2012, 2013-presente - Roda un Roda

Como productora
- 2008 - Programa Silvio Santos
- 2005 - Roda un Roda